# Al-Qata'i'
Al-Qaṭāʾiʿ (in arabo القطائـع‎?) è stata una città egiziana di breve vita, edificata nell'anno 868 dal fondatore della dinastia Tulunide, Aḥmad b. Ṭūlūn.

Al-Qaṭāʾiʿ era situata immediatamente a nordest dell'antica capitale governatoriale abbaside di al-ʿAskar, fondata dalla dinastia califfale abbaside quando la sua capitale fu trasferita nel 750 a Baghdad dalla precedente sede di Damasco, voluta dagli Omayyadi.

Essa era contigua a Fusṭāṭ, fondata dal conquistatore arabo dell'Egitto bizantino ʿAmr ibn al-ʿĀṣ, nel 642. Tutti e tre gli insediamenti furono in seguito incorporati nella città fatimide di al-Qāhira (il Cairo), fondata nel 969. La città fu rasa al suolo ai primi del X secolo e di essa sopravvive solo la struttura della Moschea di Ibn Tulun.

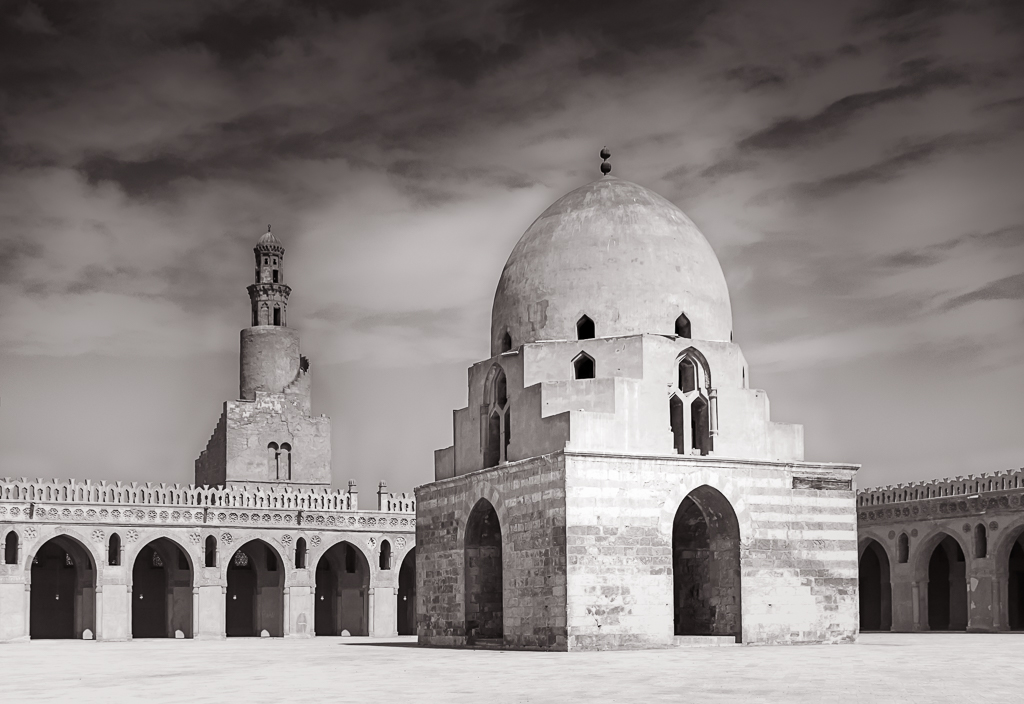
Fontana e minareto della Moschea di Ibn Ṭūlūn (unica sopravvivenza al Cairo dell'età tulunide).

## Storia
Al-Qaṭāʾiʿ ("I quartieri") fu voluta da Aḥmad b. Ṭūlūn quando fu inviato in Egitto dal califfo abbaside per assumerne il governo nell'868. Ibn Ṭūlūn arrivò con una cospicua compagine militare, troppo numerosa per essere alloggiata ad al-ʿAskar. La nuova capitale fu fondata tra il Jabal Yashkhur - una collina a NE dei precedenti insediamenti, che una leggenda islamica indicava come punto di approdo dell'Arca di Noè dopo il diluvio universale - e il Jabal al-Muqaṭṭam.
Al-Qaṭāʾiʿ fu costruita poco tempo dopo la nuova capitale abbaside di Sāmarrāʾ (Iraq), dove Ibn Ṭūlūn aveva ricevuto il suo addestramento militare. Sāmarrāʾ era una città a sezioni (un po' come i nostri quartieri), ognuno progettato per una particolare classe o gruppo sociale. Certe aree di al-Qaṭāʾiʿ furono assegnate in tal modo a ufficiali dell'esercito tulunide, funzionari civili, specifici gruppi militari, Greci, guardie, agenti di polizia (shurṭa), conducenti di dromedari e schiavi. La nuova città non mirava a soppiantare Fusṭāṭ, che era una città assai vivace commercialmente e produttiva di ricchezza, quanto piuttosto costituiva un'estensione dell'antica capitale abbaside di al-ʿAskar. In effetti, numerosi funzionari seguitarono a risiedere nella funzionale Fusṭāṭ.
Il punto focale di al-Qaṭāʾiʿ era la grande Moschea-cattedrale dedicata a Ibn Ṭūlūn, che è ancora la più grande moschea per superficie del Cairo. La moschea è tra l'altro ricordata per le sue arcate ogivali, due secoli prima che tale artifizio architettonico facesse la propria comparsa nell'Europa cristiana.

Lo storico al-Maqrizi riporta che una nuova moschea fu costruita perché la moschea-cattedrale esistente a Fusṭāṭ, dedicata ad ʿAmr ibn al-ʿĀṣ, non poteva accogliere il reggimento personale di Ibn Ṭūlūn nel corso della preghiera del venerdì. Il palazzo di Ibn Ṭūlūn, la Dār al-Imāra ("Sede emirale") fu edificata nelle adiacenze della Moschea e una porta privata consentiva al Governatore di accedere direttamente al minbar. Il palazzo aveva di fronte una grande piazza d'armi e un parco, con giardini e un ippodromo.
Ibn Ṭūlūn commissionò anche la costruzione di un acquedotto per portare l'acqua alla città, e un maristan (ospedale), il primo di carattere pubblico in Egitto, che fu fondato nell'873. Un waqf assegnatogli consentiva di fruire in perpetuo dei fondi necessari al suo funzionamento.
Ibn Ṭūlūn garantì una significativa dotazione finanziaria alla sua capitale grazie alle sue vittoriose campagne militari, e numerose tasse furono abolite nel corso del suo governo. In seguito alla morte di Ibn Ṭūlūn nell'884, suo figlio Khumarawayh dedicò grande attenzione all'ampliamento delle già sontuose strutture del palazzo e costruì numerosi canali d'irrigazione e un sistema fognante per al-Qaṭāʾiʿ.
Nel 905, l'Egitto fu ripreso dagli Abbasidi e, per vendicarsi dei tanti smacchi subiti dal fondatore della dinastia Tulunide, la città fu saccheggiata e rasa al suolo, lasciando solo in piedi la moschea che porta il nome di Ibn Ṭūlūn, col suo particolare minareto a forma di ziggurat, costruito per evidente influenza della Malwiyya di Sāmarrāʾ.

L'amministrazione fu trasferita ancora ad al-ʿAskar, geograficamente indefinita rispetto a Fusṭāṭ.
Poco dopo la fondazione nel 969 del Cairo da parte dei Fatimidi, vittoriosi sugli Ikhshididi, Fusṭāṭ/al-ʿAskar e al-Qāhira finirono col diventare un unico agglomerato urbano.